# Glycosmis cyanocarpa
Glycosmis cyanocarpa là một loài thực vật có hoa trong họ Cửu lý hương. Loài này được (Blume) Spreng. mô tả khoa học đầu tiên năm 1827.